# Egberto Gismonti (album)
Egberto Gismonti è il primo disco omonimo del compositore brasiliano Egberto Gismonti.
Registrato a Rio de Janeiro nel marzo del 1969, fu pubblicato nello stesso anno.

## Tracce
- Salvador
- Tributo a Wes Montgomery
- Pr'um samba (1)
- Computador
- Atento, alerta
- Lirica II (pra mulher amada)
- O gato (nota: fu pubblicata anche nell'album compilation Rare Brazil 3, nel 1996)
- Um día
- Clama-claro (2)
- Pr'um espaco
- O sonho
- Estudo nº 5

## Formazione
- Egberto Gismonti - pianoforte, chitarra, voce, direttore d'orchestra
- Copinha - flauto
- Durval Ferreira - prima chitarra
- Sergio Barrozo - basso
- Wilson das Neves - batteria
- Dulce Nunes - voce